# Mandy Patinkin
Mandel Bruce "Mandy" Patinkin (født 30. november 1952 i Chicago, Illinois, USA) er en amerikansk skuespiller som er kendt for sit arbejde på teaterscenen, tv-serier, film og som tenorsanger. Patinkin er kendt for sin fortolkning af Stephen Sondheims musik, og er måske bedst kendt for sit arbejde inden for musicalteater, hvor han har spillet ikoniske roller såsom George Seurat i Sunday in the Park with George, Che Guevara i Evita, Archibald Craven i The Secret Garden og Burrs i The Wild Party. Han har også medvirket i flere tv-serier såsom: Chicago Hope, Homeland, Dead Like Me og de to første sæsoner af Criminal Minds.
Han har medvirket i film som blandet andet The Princess Bride, Alien Nation, Yentl, Men With Guns, Run Ronnie Run, Dick Tracy og The Adventures of Elmo in Grouchland.

## Awards & nomineringer
Awards
- 1980: Tony Award for Best Performance by a Featured Actor i en musical – Evita
- 1987: CableACE Award for Best Actor in a Theatrical or Dramatic Special – Sunday in the Park with George
- 1995: Emmy Award for Outstanding Lead Actor in a Drama Series – Chicago Hope

Nomineringer
- 1984: Golden Globe Award for Best Performance by an Actor in a Motion Picture in a Comedy/Musical – Yentl
- 1990: Saturn Awards Academy of Science Fiction, Fantasy & Horror Films for Best Supporting Actor – Alien Nation
- 1995: Golden Globe Award for Best Performance by an Actor in a TV-Series – Drama – Chicago Hope
- 1995: Screen Actors Guild Award for Outstanding Performance by a Male Actor in a Drama Series – Chicago Hope
- 1996: Emmy Award for Outstanding Guest Actor in a Comedy Series – The Larry Sanders Show: "Eight"
- 1999: Emmy Award for Outstanding Guest Actor in a Drama Series – Chicago Hope: "Curing Cancer"
- 2003: DVD Exclusive Award for Best Original Song in a DVD, Premiere Movie – Run Ronnie Run: "How High the Mountain"

## Arbejde

### Scene
| Broadway - Evita (1979) – Che (Tony Award, 1980) - Sunday in the Park with George (1984) – George (Tony Award Nominee, 1984) - Mandy Patinkin Koncert: Dress Casual (1989) - The Secret Garden (1991) – Archibald Craven - Falsettos (1993) – Marvin (Replacement) - Sunday in the Park with George (Tenth Anniversary Concert) (1994) – George - Mandy Patinkin Koncert (1997) - Mandy Patinkin Koncert: Mamaloshen (1998) - The Wild Party (2000) – Burrs (Tony Award Nominee, 2000) - Hyldest til Sondheim - En aften med Patti LuPone og Mandy Patinkin (2009) | Andre teaterroller - Enemy of the People (Williamstown Theater Festival) - Henry IV, Part I - The Winter's Tale - The Knife - Leave It to Beaver is Dead - Trelawny of the Wells (1975) – Mr. Arthur Gower - Hamlet (1975-76) – Fortinbras, Player King - Rebel Woman - The Shadow Box (1977) – Mark - The Split and Savages - Myths and Hymns - The Tempest (2008) (Classic Stage Company) - Compulsion (2010) (Yale Repertory Theatre) |

### Filmografi
| - The Big Fix (1978) – pool man - French Postcards (1979) – Sayyid - Last Embrace (1979) – first commuter - Night of the Juggler (1980) – Allesandro the cabbie - Ragtime (1981) – Tateh - Yentl (1983) – Avigdor - Daniel (1983) – Paul Isaacson - Maxie (1985) – Nick - Tenkû no shiro Rapyuta (1986) (stemme: engelsk version) – Louis - The Princess Bride (1987) – Inigo Montoya - Alien Nation (1988) – Detective Samuel 'George' Francisco - The House on Carroll Street (1988) – Ray Salwen - Dick Tracy (1990) – 88 Keys - True Colors (1991) – John Palmeri - Impromptu (1991) – Alfred De Musset - The Doctor (1991) – Dr. Murray Kaplan - The Music of Chance (1993) – Jim Nashe - Life with Mikey (1993) – irate man - Squanto: A Warrior's Tale (1994) – Brother Daniel - Lulu On The Bridge (1998) – Philip Kleinman - Men with Guns (1998) – Andrew - The Adventures of Elmo in Grouchland (1999) – Huxley - Piñero (2001) – Joseph Papp - Run Ronnie Run (2002) – som sig selv, portrætter Ronnie Dobbs, i en in-movie sceneoptræden. - The Choking Man (2005); Rick - Everyone's Hero (2006) (voice) – Stanley Irving - 4.3.2.1 ... The Countdown Begins (2010) – Jago L | - That Thing on ABC – (1978) - Charleston – (1979), Beaudine Croft - Sunday in the Park with George – (1986), Georges Seurat/George - Chicago Hope – Dr. Jeffrey Geiger (Emmy Award, 1994-95) - The Hunchback (TV version) (1997) – Quasimodo - The Larry Sanders Show - Law & Order – Levi March in "Absentia" (Season 13, episode 290) - The Simpsons – Hugh Parkfield in "Lisa's Wedding" (Sæson 6, episode 19) - Touched By An Angel – Satan in Netherlands (enkel episode gæstestjerne) (Sæson 7, episode 23) - Broken Glass (1996) – Dr. Harry Hyman - Strange Justice (1999) – Kenneth Duberstein - Dead Like Me (2003-2004) – Rube Sofer - NTSB: The Crash of Flight 323 (2004) – Al Cummings - Criminal Minds – (2005-2007) Jason Gideon (Sæson: 1, 2 & 2 episode Sæson 3) - Three Rivers – ALS Patient (2009, 1 episode) - Homeland (2011-present) Saul Berenson Tv-reklamer - 7 Up (1970) - Frosted Mini-Wheats (1971) (den første Kellogg's Frosted Mini-Wheats reklame) - Crestor (2006) (Et statin stof der sænker LDL Kolesterol) |